# Лицендорф
Лицендорф (њем. Litzendorf) општина је у њемачкој савезној држави Баварска. Једно је од 36 општинских средишта округа Бамберг. Према процјени из 2010. у општини је живјело 6.028 становника. Посједује регионалну шифру (AGS) 9471155.

## Географски и демографски подаци
Лицендорф се налази у савезној држави Баварска у округу Бамберг. Општина се налази на надморској висини од 311 метара. Површина општине износи 25,9 km². У самом мјесту је, према процјени из 2010. године, живјело 6.028 становника. Просјечна густина становништва износи 233 становника/km².